# Parafia św. Jana Nepomucena w Mizoczu
Parafia św. Jana Nepomucena w Mizoczu – historyczna rzymskokatolicka parafia znajdująca się w diecezji łuckiej w dekanacie ostrogskim. Kościół parafialny znajdował się w Mizoczu w gminie Mizocz, pow. zdołbunowski, woj. wołyńskie. Kaplice filialne znajdowały w miejscowościach Buderaż i Hulcza Czeska.
Poza Mizoczem do parafii należały:
- w gminie Mizocz:
  - Białoszówka, Curków, Dermań, Jeziorko, Kunin, Mizoczyk, Nadzieja, Spasów, Stubło, Wolica, Załuże, Zamłynie i Zastawie
- w gminie Buderaż:
  - Buderaż, Borszczówka Czeska, Borszczówka Ruska, Budki Kudryńskie, Buszcza, Czerniawa, Mosty, Moszczenica Mała, Moszczenica Wielka, Nowy Świat, Piotrkowszczyzna, Piwcze, Stupno, Sujmy, Sołtanówka, Światje,
- w gminie Zdołbica:
  - Hulcza Czeska, Hulcza Włościańska i Zalesie
- w gminie Chorów:
  - Liebiedzie
- Bodaki (brak określania gminy)

## Historia
Kościół w Mizoczu został ufundowany w 1795. Do 1920 był to kościół filialny.
Parafię erygował biskup łucko-żytomierski Ignacy Dubowski w 1920 wydzielając ją z Parafii Wniebowzięcia Najświętszej Maryi Panny w Ostrogu.
W 1938 parafia liczyła 1610 wiernych. W 1943 w kościele znajdował się ośrodek samoobrony przed Ukraińcami. W czasie ataku Ukraińców zginęło w nim ok. 100 osób.
Po II wojnie światowej parafia znalazła się w granicach ZSRR i przestała funkcjonować. Za rządów komunistów wnętrze kościoła przedzielono stropem, na dole umiejscawiając bibliotekę a na górze kino. Zrujnowano przy tym oryginalny, zabytkowy wystrój wnętrza. Obecnie jest użytkowany jako cerkiew.